# ハッチポッチMTV
「ハッチポッチMTV」は、NHK教育テレビジョンで放送されたテレビ番組『ハッチポッチステーション』にて放送された音楽コーナーの名称である。
この項ではそれ以降の音楽コーナーについても記述する。

## 概要
毎回1曲音楽クリップを流すという構成である。流される歌は以下のいずれかである。また、この音楽は『D-TV』とは異なる。
- パロディ曲

大半が日本の童謡、唱歌（海外からの翻訳も含む）と、内外の大物アーティストの楽曲を組み合わせたもので、外国曲の歌詞は童謡の内容を踏まえた替え歌にされている。グッチ裕三やリトルグッチーズ（稀にジャーニー）が元歌のアーティストに扮して歌う。アーティストの名前は駄洒落めいたものに捩られている。
- カバー曲

グッチ裕三、または番組に登場する人形キャラクター「ジャーニー」「ダイヤ」「エチケットじいさん」らが歌う。ナンバーはオールディーズが多いが、それ以外にグループ・サウンズ、ラテンミュージック、歌謡曲なども流れる。
- オリジナル曲

番組のオリジナル曲。グッチ裕三とリトルグッチーズが歌う。グッチ裕三が作詞、自身のバックバンドであるグッチーズのメンバーが作曲している。子供番組らしい曲もあれば、メロディがオールディーズのパロディになっている曲もある。
PVについては、普通に歌っているところを流すものが多いが、中には「GUEEN」や「マイケル・ハクション」など実際のPVに似せた構成のものもある。

## 音楽コーナーの変遷
ハッチポッチの音楽コーナーは以下のように移り変わっていった。

### ハッチポッチMTV
1996年度から1997年度まで放送されていた。曲が流れている最中は画面右下に"H.P.MTV"というロゴが表示される。MCは以下の通り。
- ミス・ダイヤモンド

ハッチポッチの世界で放送されている多くの番組の進行役およびアシスタントを担当しており、"世界の恋人"と言われている。ハッチポッチMTVの中では曲の紹介役をする。
1997年度の1年間だけ"ミスター・ジャーニーメン"というジャーニーによく似たMCも登場していたが、"ミスター・ジャーニーメン"はジェームス・ブラウンカン（後述）の曲を紹介する時だけ登場していた。

### WHAT'S ENTERTAINMENT?
1998年度から2002年度まで放送されていた。音楽クリップを流すという点は『MTV』と同じだが、『MTV』に見られたMC役が存在せず、PVを流すのみだった。曲が始まる冒頭及び一部を除き終了後に劇場が出てきて観客席にチケット（1997年度のみ番組レギュラーだった登場人物）によく似たキャラクターが座っている。

### DJヤカサカ
2003年度（番組が公開録画形式になった年）に放送されていた。1996年度～1997年度のMTV以来再びMCが登場するようになる。MCは以下の通り。
- DJヤカサカ

世界の有名アーティストを紹介するDJ。赤坂泰彦のパロディ。グッチ裕三をモデルにした人形が扮する（声はグッチ）。
- H.W.エチケット（ヘビー・ウォッチャー・―）

もう一人のMC。人形キャラクター「エチケットじいさん」が扮する。
ヤカサカの使う横文字のフレーズを頻繁に聞き間違え、ヤカサカをあきれさせる。
なお、「ジャーニー」「ミス・ダイヤモンド」「トランク」「エチケットじいさん」ら人形キャラクターについては、ハッチポッチステーション#登場キャラクターを参照のこと。
このほか、春・夏・冬の特別編成時にPVを集めて鑑賞するスタイルの「江戸川サリバンショー」（エド・サリヴァン・ショーのパロディ）も放映された。

## バックバンド
- リトルグッチーズ - グッチーズの4人（途中でハチロー・ユキが抜けて、オッチャンサンが新加入）をモデルにした人形。PVのバックで曲の演奏やコーラスをする（実際に曲の演奏やコーラスは生身のグッチーズが行っている）。初期の頃は生身のグッチーズが出演していた。

## コーナー内で流された曲
ここではパロディ曲について記す。上記の通り、大半が日本の童謡と内外の大物アーティストの楽曲を組み合わせたものである。
後日談として、2015年のNHK総合「スタジオパークからこんにちは」にグッチがゲスト出演した際に「犬のおまわりさん」のビデオを流した後「元の大ヒット曲より先に僕のパロディを聴いて育った世代が現れる、と考えたら可笑しくて」と笑いを噛み殺しながら述べている。2018年に開設したグッチ裕三のYouTubeチャンネルでも一部の曲をセルフカバーしている。
- GUEEN、フレディ・マーキレー（QUEEN、フレディ・マーキュリー）　※ボーカル名はTVオンエアでは非表示。
  - 犬のおまわりさん：ボヘミアン・ラプソディ
- KISSA（KISS）
  - おなかのへるうた：デトロイト・ロック・シティ
  - おはなしゆびさん：デトロイト・ロック・シティ
- デーブ・パープル（ディープ・パープル）
  - 一週間：スモーク・オン・ザ・ウォーター
  - アルプス一万尺：ハイウェイ・スター
- マイケル・ハクション（マイケル・ジャクソン）
  - やぎさんゆうびん：今夜はビート・イット ※ダンスも一部再現されているが、グッチが着ているジャケットは「スリラー」のジャケットである。
- ビールトス[2]、ジョン・ノレン、ポール・マカロニ、ショージ・ハリマスン、リンゴ・オイワケ（ビートルズ、ジョン・レノン、ポール・マッカートニー、ジョージ・ハリスン、リンゴ・スター）
  - うみ：プリーズ・プリーズ・ミー ～ おつかいありさん：デイ・トリッパー ～ もりのくまさん：抱きしめたい
- エルブス・プレスリー（エルヴィス・プレスリー）
  - アイアイ：シー・シー・ライダー（英語版）
  - もりのくまさん：シー・シー・ライダー
  - 汽車ポッポ：シー・シー・ライダー
  - 桃太郎：シー・シー・ライダー
- ジェームス・ブラウンカン（ジェームス・ブラウン）
  - おべんとうばこのうた：セックス・マシーン
  - 猫踏んじゃった：セックス・マシーン
  - むすんでひらいて：セックス・マシーン
- ヒマン・ターナー（ティナ・ターナー）
  - どんぐりころころ：プラウド・メアリー
  - 村祭り：プラウド・メアリー
- キリッツ・レイ・チャールズ（レイ・チャールズ）
  - 手をたたきましょう：旅立てジャック
  - ホワッド・アイ・セイ
- 三大テノール - パパグッチ・フラミンゴ・カレーライス（パヴァロッティ・ドミンゴ・カレーラス）
  - ぞうさん：シエリト・リンド
  - ソーラン節：シエリト・リンド
- ローリング・スッテンコロリン、ミック・ジャガイモ（ローリング・ストーンズ、ミック・ジャガー）
  - おもちゃのチャチャチャ：ジャンピン・ジャック・フラッシュ
  - うさぎとかめ：ホンキー・トンク・ウィメン
- アースウィンド・アンドーナッツ（アース・ウィンド・アンド・ファイアー）
  - 母さんのうた：宇宙のファンタジー
- エリックかけブトン（エリック・クラプトン）
  - あのこはだレイラ（「あの子はたあれ」と「いとしのレイラ」の組み合わせ）
- フルーツ・ブラザーズ（ブルース・ブラザーズ）
  - 金太郎：ソウル・マン（英語版）  ※実際はサム&デイヴの楽曲だが、この曲は映画『ブルース・ブラザース』の劇中歌版をパロディしている。
- ベイ・シティ・ドーナッツ（ベイ・シティ・ローラーズ）
  - ふしぎなポケット：サタデー・ナイト
- ノンキーズ（モンキーズ）
  - かたつむり：恋の終列車
- ジョン・トラボタル（ジョン・トラボルタ）
  - クラリネットをこわしちゃった：ステイン・アライヴ ※実際はビージーズの楽曲で、セットはサタデー・ナイト・フィーバー風
- ロッド・スチュアーデス（ロッド・スチュワート）
  - ごんべさんの赤ちゃん：アイム・セクシー
- ボブ・マーレー右（ボブ・マーリー）
  - アイアイ・シャット・ア・シェリフ ※「アイアイ」と「アイ・ショット・ザ・シェリフ」を組み合わせている。
- ビレッジ・ピーマン（ヴィレッジ・ピープル）
  - 大きな栗の木の下で：YMCA ※歌詞や振り付けはカバー曲である西城秀樹の「YOUNG MAN (Y.M.C.A.)」を意識している。
- カルチャー・センター（カルチャー・クラブ）
  - うさぎとかめ：カーマは気まぐれ
- エルジョン・トン（エルトン・ジョン）
  - おおブレネリ：クロコダイル・ロック
- BABA（ABBA）
  - おはなしゆびさん：ダンシング・クイーン
- モム・ジョーンズ（トム・ジョーンズ）
  - あのこはたあれ：ラヴ・ミー・トゥナイト（英語版）
- バリー・マンジロウ（バリー・マニロウ）
  - ふしぎなポケット：コパカバーナ
- YONTANA（SANTANA）
  - おうま：ブラック・マジック・ウーマン（英語版）
- EXCITE KING　※この名前は特に元ネタはなく、架空のアーティストである。
  - サッちゃん ※楽曲も洋楽からの明確な引用はないが、ギターリフとラップ中心の構成、What's your name?部分のメロディなどにRun-D.M.C.『Walk This Way (feat.Aerosmith)』との共通点が見出だせる[3]。
- テンプラテーションズ（テンプテーションズ）　※テンプラテーションズに関してはいつものような洋楽と童謡を組み合わせたパロディ曲ではなく英語のままカバーして歌った。
  - マイ・ガール
  - ゲット・レディ
- マホービン・ゲイ（マーヴィン・ゲイ）
  - 山口さんちのツトム君：ホワッツ・ゴーイン・オン
- ヒマナスターズ（和田弘とマヒナスターズ）
  - おさるのかごや：愛して愛して愛しちゃったのよ
  - 蟲のこゑ：愛して愛して愛しちゃったのよ
- ブルー・コメツブ（ジャッキー吉川とブルー・コメッツ）
  - ブルー・シャトウ（替え歌版）
- ザ・ダイナマイッターズ（ザ・ダイナマイツ）
  - トンネル天国
- アイ高田とオーケーズ（アイ高野とカーナービーツ）
  - オーケイ!
- 坂本ハッチ（坂本九）　※坂本ハッチという名前はTVオンエア時は非表示[4]
  - 涙くんさよなら
  - 見上げてごらん夜の星を

以下は「あつまれ!みんなの広場 ハッチポッチステーション」で初登場したアーティストである。
- ジービーズ（ビージーズ）
  - 山寺の和尚さん：恋のナイト・フィーヴァー（英語版）
- オイ・ロービソン[5]（ロイ・オービソン）
  - おおプリティ・うま（おうま＋オー・プリティ・ウーマン）
- しってる・ポルナレフ（ミッシェル・ポルナレフ）
  - 雀の学校：シェリーに口づけ
- グランド・ファンクラブ・レイルロード（グランド・ファンク・レイルロード）
  - かもめの水兵さん：ロコ・モーション